# ジャパン・レビュー
ジャパン・レビュー(The Japan Review)とは、1916年10月から1922年4月までアメリカ在住の日本人によって編纂された雑誌。
加藤勝治による編集。佐藤剣之助によって寄稿された文章も多いが、渋沢栄一、新渡戸稲造、幣原喜重郎、吉野作造、山川菊栄など、当時の人々の思想を垣間見る事ができる。1995年に全6巻で復刻されている。